# Tencent Video
Tencent Video (кит. упр.: 腾讯视频; пиньинь: Téngxùn Shìpín) — китайская стриминговая платформа, принадлежащая Tencent. Международной версией Tencent Video является WeTv, запущенный в 2018 году.
По состоянию на март 2019 года имеет более 900 миллионов ежемесячно активных пользователей, а также 89 миллионов подписчиков.
Tencent Video фокусируется на создании оригинального контента и поддержке оригинальных программ, отечественных дорам и короткометражных фильмов.
По состоянию на октябрь 2017 года выручка Tencent Video составила 65,2 миллиарда юаней. В сентябре 2017 года Tencent Video вошла в число восьми китайских приложений с наибольшим доходом в App Store и Google Play Store. В октябре 2017 года Tencent Video вошла в топ-15 приложений с самым большим  ежемесячным доходом в мире. Tencent Video также заняла первое место по количеству дохода от развлекательных приложений для iOS в Китае в октябре 2017 года.

## События
- Июнь 2011 года — официальный запуск Tencent Video.[3]
- Август 2012 года — на Tencent Video среднее количество трансляций достигает 200 миллионов в день.
- 17 апреля 2013 года — первая британская драма Tencent Video «Happy Lovers» автономно транслируется на веб-сайте.[4]
- 27 апреля 2013 года — Tencent Video достигает соглашения с шестью крупными производственными компаниями, включая BBC Worldwide, ITV Studios, Fremantle Media, All3Media International и Endemol.
- 3 июня 2013 года — запуск британского канала Tencent Video, который стал первой в Китае платформой для трансляции британских произведений.[5]